# Dryopteris sledgei
Dryopteris sledgei är en träjonväxtart som beskrevs av Fraser-jenk. Dryopteris sledgei ingår i släktet Dryopteris och familjen Dryopteridaceae. Inga underarter finns listade.